# Паломничество (фильм)
Паломничество — 18-минутный документальный фильм Вернера Херцога (2001), в котором кадры страданий и религиозного экстаза мексиканских верующих, проделывающих на коленях путь к базилике Марии Гваделупской, перемежаются с кадрами занесённого снегом озера Неро и Спасо-Яковлевского монастыря в Ростове. Эти два образных ряда соединяют виды плещущего о каменистые берега моря, символизирующие безграничное море веры. Фильм предваряет цитата из Фомы Кемпийского. Музыку к «Паломничеству» написал Джон Тавенер, а исполнил её хор Вестминстерского собора. Оператор — Йорг Шмидт-Райтвайн.